# 러더퍼드 원자 모형

러더퍼드 원자모형으로 나타낸 리튬

러더퍼드 원자 모형(Rutherford model)은 어니스트 러더퍼드가 1911년 제시한 원자 모형이다. 러더퍼드가 이 원자 모형을 제시하기 이전에는 조지프 존 톰슨이 제시한 푸딩에 박혀있는 건포도처럼 양전하들이 분산되어 있는 원자 모형이 널리 인정받고 있었다. 그러나 러더퍼드는 1909년 행해진 가이거-마즈든 실험을 바탕으로 1911년에 새로운 원자 모형을 제시하였다. 그리고 이 러더퍼드 원자 모형은 양전하가 원자에 퍼져있다는 톰슨의 주장이 틀렸음을 보여주었다.
러더퍼드 원자 모형은 원자에서 양전하가 어디에 있는지 제시한 모형이다. 러더퍼드는 가이거-마즈든 실험을 바탕으로 양전하가 원자 내부의 한 점에 모여 있음을 추론하였다. 즉, 러더퍼드 원자 모형은 양전하가 중심점에 밀집되어 고밀도의 핵을 이루고 전자는 핵에서 떨어진 공간에서 핵을 중심으로 원운동을 하고 있음을 가정한 핵 모형이다.

## 실험적 기반 - 가이거-마즈든 실험

톰슨의 모형에 의해 예상된 결과와 실제 결과에 따른 원자 모형

### 가이거-마즈든 실험
어니스트 러더퍼드는 라돈과 같은 몇몇 원소들이 양전하를 띤 알파입자를 방출하는 것을 알고 있었다. 그는 두 명의 학생, 가이거와 마즈든에게 몇 원자 층 정도로 얇은 백금 박편에 알파입자를 쪼여보도록 지시하였다.
실험을 한 결과 금박을 지나온 알파입자 중 크게 휘어지는 알파입자를 발견하였다. 러더퍼드는 금박에서 반사되어 뒤로 나오는 알파입자를 조사하도록 지시하였다. 반사되는 알파입자를 조사한 결과 알파입자 20000개 중 한 개 정도가 매우 큰 각도로 굴절되었고 대부분은 거의 굴절되지 않고 박막을 통과하였다.

### 실험에 대한 러더퍼드의 해석
만약 원자가 양전하를 띤 젤리 방울 같다면 대부분의 알파입자들은 박편에 산재해 있는 양전하를 쉽게 통과하게 되고 가끔만 진행방향을 약간 휘게 될 것이다. 그러나 알파입자가 반사되는 이 현상은 러더퍼드의 말을 빌리자면
이 현상은 화장지 조각에 15인치 포탄을 발사했는데 반사되어 돌아온 것만큼 놀라운 일이다. 
이라고 표현할 수 있을 정도로 기존의 설명으로는 불가능한 현상이었다.
러더퍼드는 충돌에서 알파 입자를 전체적으로 되튀게 하는 효과적인 유일한 방법은 원자의 모든 양전하를 한 점에 모으는 것이라고 추론했다. 즉, 양전하의 전부와 질량의 대부분이 작은 핵에 밀집되어 있기에 알파입자의 극히 일부가 핵에 정통으로 부딪혀서 매우 큰 각도로 굴절할 수 있다고 제시하였다.

## 현대 과학에 기여한 점

### 원자핵의 존재 규명
러더퍼드 원자모형은 최초로 원자핵의 존재를 밝혀낸 모형이다. 초기에는 양성자만이 중심에 모여 있다고 생각하였다. 그 후 연구를 통해 핵은 각 +e의 전하를 띠는 양성자들과 전하를 띠지 않는 중성자들로 이뤄져 있다는 사실이 제임스 채드윅에 의해 밝혀졌다. 각 원소마다 핵에 들어있는 양성자의 수는 고유한 값을 갖는데, 이것을 원자번호라 한다.

### 원자구조에 대한 가정
러더퍼드 원자 모형은 원자구조에 대한 혁신적인 가정을 세웠다. 바로 원자핵이 존재하며 전자가 원자핵 주위에 존재한다는 가정이다. 원자구조는 이후 닐스 보어에 의해서 한계점을 극복하게 되었다. 보어가 만든 보어 원자 모형은 러더퍼드 원자 모형에 비해 더욱 현대적인 원자 모형으로 받아들여지고 있다.

## 러더퍼드 원자모형의 한계점

### 선형스펙트럼 설명의 한계
러더퍼드의 모형은 안정성 때문에 어려움을 겪어야 했다. 방사능이나 충돌과 연관 짓지 않고, 원소의 특징적인 스펙트럼 전자들이 원 운동하고 있다는 생각이 필요했다. 이는 행성 주위를 회전하고 있는 토성 고리의 구성 성분들처럼 전자들이 원자의 핵 주위를 회전하고 있다는 것을 의미했다. 그러나 토성 고리를 구성하는 물질과는 달리 전자들은 서로 반발하기 때문에 원자들은 불안정했다. 그러므로 아주 조그마한 충격에도 러더퍼드의 원자 모형을 따르는 원자는 분해될 것이다.

## 참고 문헌
1. ↑  Peter Atkins, Loretta Jones 지음, 김관 외 5인 옮김, 《화학의 원리 제4판》, 자유아카데미, 2008, 106쪽
2. ↑  Peter Atkins, Loretta Jones 지음, 김관 외 5인 옮김, 《화학의 원리 제4판》, 자유아카데미, 2008, 107쪽
3. ↑  박병소 지음, 《원자력 세계를 연 과학자들》, 한국원자력문화재단, 2001,42쪽
4. ↑  박병소 지음, 《원자력 세계를 연 과학자들》, 한국원자력문화재단, 2001, 60~72쪽
5. ↑  J.L 헤일브른 지음, 고문주 옮김, 《핵물리학과 러더퍼드》, 바다출판사, 2006 , 94~95쪽

- Griffith 지음, 조영석 대표역자, 《물리학의 이해 4판》, 북스힐, 2008, 521~525쪽/

## 같이 보기
- 가이거-마즈든 실험
- 톰슨의 원자 모형
- 러더퍼드 산란